# Santa Maria del Buon Aiuto
Santa Maria del Buon Aiuto, officiellt Santa Maria del Buon Aiuto nell'Anfiteatro Castrense, är en kyrkobyggnad i Rom, helgad åt Jungfru Maria och särskilt åt hennes roll som Vår Fru av den Goda Hjälpen. Kyrkan är belägen vid Amphitheatrum Castrense i Rione Esquilino och tillhör församlingen Santa Croce in Gerusalemme.
Kyrkan, som uppfördes år 1476, förestås av Confraternita di Maria Santissima del Buon Aiuto e dei Santi Benedetto e Bernardo.

## Historia
Den första kyrkan på denna plats bar namnet Santa Maria de Oblationario. Tillnamnet ”Oblationario” syftar på den munk inom en viss orden som hade till uppgift att ta emot gåvor och donationer, latin oblationes, till klostret. Denne munk hade därför titeln oblationarius. Denna kyrkobyggnad antas ha uppförts kort före år 1100.
Under 1200-talet gick kyrkan under namnet Santa Maria de Spazolaria, latin Spatularia. Tillnamnet ”Spazolaria” förmodas vara besläktat med italienskans spazzare, ”sopa”, ”sopa upp”. Detta har att göra med att pilgrimer, vilka besökte den lilla kyrkan för att be vid dess altare, brukade lägga ett mynt på kyrkgolvet som offergåva. Varje kväll sopade en vaktmästare ihop de mynt som hade samlats på kyrkans golv.
Påve Sixtus IV (1471–1484) lät bygga om den då övergivna och förfallna kyrkan. Påven lät göra detta som tacksägelse efter att ha undkommit ett kraftigt åskväder då han var på väg mellan de bägge basilikorna San Giovanni in Laterano och Santa Croce in Gerusalemme.
Över kyrkans ingångsportal står det sixtvs fondav[i]t mcccclxxvi, medan plaketten ovanför har en inskription på italienska: in questo santo loco prega dio per l'anime del santo purgatorio la santa memoria di sisto quarto fece ingrandire questo santo loco.
Över kyrkans altare finns fresken Vår Fru av den Goda Hjälpen, utförd av Antoniazzo Romano.

## Bilder
| - Santa Maria del Buon Aiuto. Akvarell av Achille Pinelli. |

## Kommunikationer
- Tunnelbanestation San Giovanni – Roms tunnelbana, linje
- Tunnelbanestation Lodi – Roms tunnelbana, linje